# NCSM Outarde (J161)
Le NCSM Outarde (pennant number J161) (ou en anglais HMCS Outarde) est un dragueur de mines de la Classe Bangor lancé pour la Royal Navy (RN), mais transféré à la Marine royale canadienne (MRC) avant sa mise en service et qui a servi pendant la Seconde Guerre mondiale.

## Conception
Le Outarde est commandé dans le cadre du programme de la classe Bangor de 1939-40 le 23 février 1940 pour le chantier naval de North Vancouver Ship Repairs Limited de North Vancouver en Colombie-Britannique au Canada. La pose de la quille est effectuée le 15 octobre 1940, le Outarde est lancé le 27 janvier 1941 et mis en service le 4 décembre 1941.
La classe Bangor doit initialement être un modèle réduit de dragueur de mines de la classe Halcyon au service de la Royal Navy,. La propulsion de ces navires est assurée par trois types de motorisation : moteur diesel, moteur à vapeur à pistons double ou triple expansions et turbine à vapeur. Cependant, en raison de la difficulté à se procurer des moteurs diesel, la version diesel a été réalisée en petit nombre.
Les dragueurs de mines de classe Bangor version canadienne déplacent 683 tonnes en charge normale. Afin de pouvoir loger les chaufferies, ce navire possède des dimensions plus grandes que les premières versions à moteur diesel avec une longueur totale de 54,9 mètres, une largeur de 8,7 mètres et un tirant d'eau de 2,51 mètres. Ce navire est propulsé par deux moteurs alternatifs verticaux à triple détente alimentés par deux chaudières à tubes d'eau à trois tambours Admiralty et entraînant deux arbres d'hélices. Le moteur développe une puissance de 2 400 chevaux-vapeur (1 790 kW) et atteint une vitesse maximale de 16 nœuds (30 km/h).
Leur manque de taille donne aux navires de cette classe de faibles capacités de manœuvre en mer, qui seraient même pires que celles des corvettes de la classe Flower. Les versions à moteur diesel sont considérées comme ayant de moins bonnes caractéristiques de maniabilité que les variantes à moteur alternatif à faible vitesse. Leur faible tirant d'eau les rend instables et leurs coques courtes ont tendance à enfourner la proue lorsqu'ils sont utilisés en mer de face.
Les navires de la classe Bangor sont également considérés comme exiguës pour les membres d'équipage, entassant 6 officiers et 77 matelots dans un navire initialement prévu pour un total de 40.

## Histoire

### Seconde Guerre mondiale
Le Outarde est mis en service dans la Marine royale canadienne à Vancouver le 4 décembre 1941 et passe la totalité de la Seconde Guerre mondiale sur la côte Ouest du Canada. Affectés aux unités de patrouille de la Esquimalt Force (Force de Esquimalt) opérant à partir d'Esquimalt, en Colombie-Britannique ou de la Prince Rupert Force (Force de Prince Rupert) opérant à partir de Prince Rupert (Colombie-Britannique), les dragueurs de mines de classe Bangor, après leur mise en service sur la côte Ouest, ont pour principale mission d'effectuer la patrouille de l'Ouest (Western Patrol). Celle-ci consiste à patrouiller la côte Ouest de l'île de Vancouver, à inspecter les bras de mer et les détroits et à passer les îles Scott pour se rendre dans le canal Gordon à l'entrée du détroit de la Reine-Charlotte et de revenir à leur point de départ,.
Le 13 juillet 1942, le Outarde, le Chignecto, la corvette Dawson et le destroyer américain USS Hatfield escortent quatre transports de troupes américains transportant 5 000 soldats canadiens depuis Esquimalt pour l'invasion de Kiska dans le cadre de l'opération Cottage.

### Après-guerre
Après la guerre, le Outarde est désarmé le 24 novembre 1945 à Esquimalt. Le navire est vendu à des fins de conversion commerciale en 1946 et est renommé Psing Hsin,. Enregistré à Shanghai, le navire de 663 tonneaux de jauge brute (tjb) appartient à la Chung Yuan SN Co.
Le navire est vendu en 1950 à la Transcontinental Corporation, enregistré à Monrovia et est renommé Content. Le navire marchand est démantelé à Hong Kong à partir du 13 janvier 1951.

### Commandement
- T/Lieutenant (T/Lt.) Henry McKee Kennedy (RCNR) du 4 décembre 1941 au 18 mai 1942
- Lieutenant Commander (Lt.Cdr.) Reginald Jackson (RCNVR) du 19 mai 1942 à 28 février 1943
- T/Lieutenant (T/Lt.) James Alastair MacDonell (RCNR) du 1er mars 1943 au 4 mars 1944
- T/Lieutenant (T/Lt.) Alex Charles Jones (RCNR) du 5 mars 1944 à 23 août 1944
- T/Lieutenant (T/Lt.) Harry Bush Tindale (RCNVR) du 24 août 1944 à mi-1945

Notes:
RCNR: Royal Canadian Naval Reserve
RCNVR: Royal Canadian Naval Volunteer Reserve 